# James Ford Rhodes

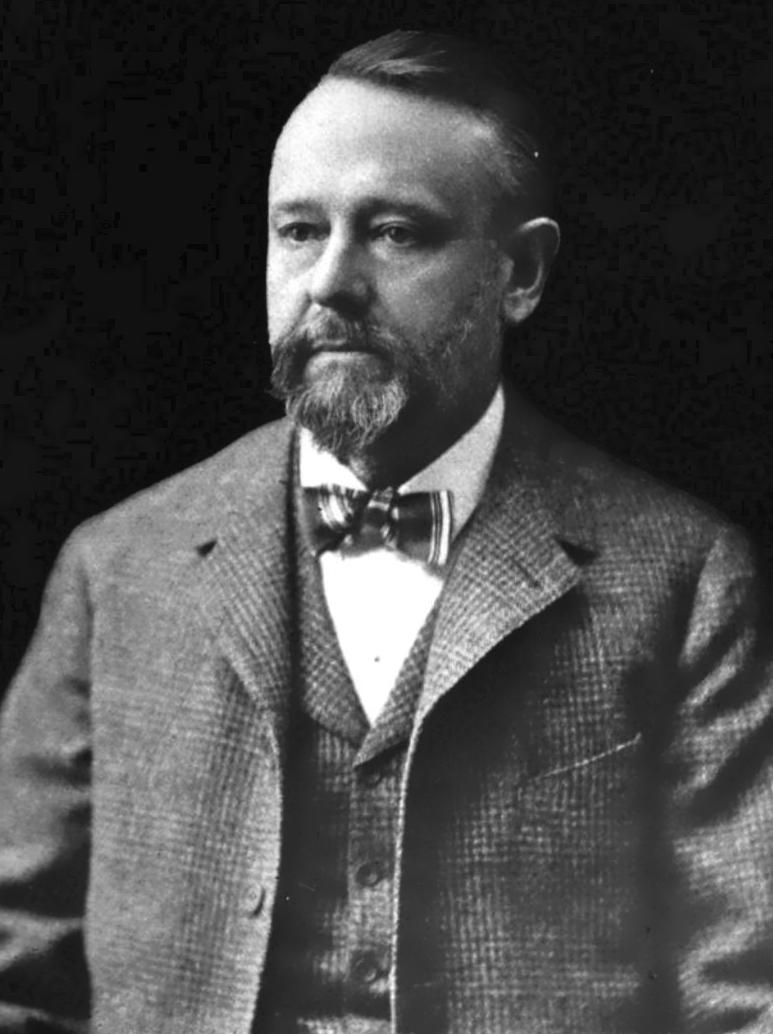
James Ford Rhodes

James Ford Rhodes (* 1. Mai 1848 in Cleveland, Ohio; † 22. Januar 1927 in Brookline, Massachusetts) war ein US-amerikanischer Historiker, der 1918 für sein Buch A History of the Civil War, 1861–1865 den Pulitzer-Preis für Geschichte erhielt.

## Leben
Rhodes, Sohn des Unternehmers Daniel P. Rhodes, studierte nach dem Schulbesuch zunächst von 1865 bis 1866 an der New York University (NYU) sowie im Anschluss zwischen 1866 und 1867 an der University of Chicago. Danach trat er in das Eisen- und Stahlunternehmen seines Vaters ein und erwarb dort im Laufe der nächsten zwei Jahrzehnte ein so großes Vermögen, dass er sich 1885 zur Ruhe setzen und seinen Privatstudien zur Geschichte der Vereinigten Staaten widmen konnte.
1893 begann er mit der Veröffentlichung einer siebenbändigen Geschichte der USA mit dem Titel History of the United States from the Compromise of 1850, deren siebter Band 1906 erschien. 1898 wurde er für eine einjährige Amtszeit zum Präsidenten der American Historical Association und in die American Academy of Arts and Sciences sowie in die American Academy of Arts and Letters gewählt.
1917 erschien seine Darstellung des Sezessionskrieges mit dem Titel A History of the Civil War, 1861-1865, für die er 1918 den Pulitzer-Preis für Geschichte verliehen bekam.

## Veröffentlichungen
- History of the United States from the Compromise of 1850, 1893–1906, 7 Bände
- History of the Civil War, 1861-1865, 1917
- Historical Essays, 1909, Essays
- Lectures on the American Civil War, 1913, Essays
- The McKinley and Roosevelt Administrations 1897-1909, 1922

## Hintergrundliteratur
- John R. Lynch: Some Historical Errors of James Ford Rhodes, 1922
- M. A. DeWolfe Howe: James Ford Rhodes: American Historian, 1929
- John A. Garraty (Herausgeber): The Barber and the Historian: The Correspondence of George A. Myers and James Ford Rhodes, 1910-1923, 1956
- Robert Cruden: James Ford Rhodes: The Man, the Historian, and His Work, 1961